# 이산기하학
이산기하학(discrete geometry)과 조합기하학(combinatorial geometry)은 이산기하학 객체의 조합적 특성과 구성 방법을 연구하는 기하학의 한 분야이다. 이산기하학에 관한 대부분의 질문에는 점 (기하학), 선, 평면, 원, 구, 다각형 등과 같은 기본 기하학적 객체의 유한 또는 이산 세트가 포함된다. 주제는 이러한 물체가 어떻게 서로 교차하는지, 더 큰 물체를 덮기 위해 어떻게 배열될 수 있는지와 같은 물체의 조합적 특성에 중점을 둔다.
이산기하학은 볼록기하학, 계산기하학과 크게 겹치며, 유한기하학, 조합 최적화, 디지털기하학, 이산미분기하학, 기하그래프이론, 토릭기하학, 조합위상수학 등의 주제와 밀접하게 관련되어 있다.

## 같이 보기
- Discrete & Computational Geometry
- 이산수학
- 에르되시 팔